# Ophiusa triphaenoides
Ophiusa triphaenoides là một loài bướm đêm thuộc họ Erebidae. Nó được tìm thấy ở Indian subregion tới Trung Quốc, Đài Loan, Thái Lan, Myanmar, Sumatra và Borneo. Nó cũng được tìm thấy ở Palau.
Ấu trùng ăn các loài Terminalia, Shorea, Syzygium và Pinus.